# Новичок года
Приз Новичок года даётся во множестве спортивных соревнованиях, проводящихся в Северной Америке, лучшему игроку-дебютанту серии. Приз ежегодно присуждается одному игроку в the NBA, NHL, MLL, MLS и NFL, автогонщику в Indy 500 и NASCAR.
NFL награждает Новичка года в защитном и атакующем амплуа. До 1996, NFL награждала Новичка года в NFC and AFC.

## Вне Северной Америки
Некоторые призы Новичку года присуждаются и вне Северной Америки. Приз новичка года присуждается в футболе, в мотогонках, в гольфе. В некоторых сериях претенденты на данный приз имеют ограничение по возрасту, старше которого они не могут быть для того, чтобы претендавать на это звание.

## Новичок года: спортивные трофеи
Автогонки
- Champ Car Racing
- Indianapolis 500
- Indy Car
- NASCAR
- Grand Prix motorcycle racing

Бейсбол
- MLB
- Sporting News

Баскетбол
- Национальная Баскетбольная Ассоциация
- Женская Национальная Баскетбольная Ассоциация
- Национальная Баскетбольная Лига (Австралия)
- Филиппинская Баскетбольная Ассоциация
- Греческая лига A1

Американский футбол
- National Football League

Гольф
- Ladies European Tour
- LPGA Tour
- PGA Tour
- PGA European Tour

Теннис
- Ассоциация теннисистов-профессионалов
- Женская теннисная ассоциация

Хоккей
- Canadian Hockey League
- Central Hockey League
- International Hockey League
- National Hockey League
- Quebec Major Junior Hockey League

Лакросс
- Major League Lacrosse

Футбол
- Major League Soccer